# Sandra Day O'Connor
Sandra Day O'Connor (El Paso, 26 marzo 1930 – Phoenix, 1º dicembre 2023) è stata una magistrata, giurista e politica statunitense, giudice della Corte Suprema degli Stati Uniti d'America dal 1981 al 2006. È stata la prima donna a far parte della Corte.  Conservatrice moderata, nominata dal presidente Ronald Reagan, O'Connor fu nota per le sue opinioni accuratamente ricercate e venne considerata tra le donne più potenti del mondo. Prima del mandato alla Corte, fu membro repubblicano del Senato dell'Arizona dal 1971 al 1975.
Dopo il suo ritiro, subentrò a Henry Kissinger come cancelliere del College of William & Mary. Nel 2009 fu insignita della Medaglia Presidenziale della Libertà dal presidente Barack Obama.

## Biografia
Nacque a El Paso, in Texas, nel marzo 1930, figlia di Harry Alfred Day, un allevatore, e Ada Mae (Wilkey). Crebbe nel ranch di famiglia vicino a Duncan, in Arizona,  e ad El Paso dove frequentò la scuola. La sua casa era a nove miglia dalla strada asfaltata più vicina, non aveva acqua corrente né elettricità finché Sandra non ebbe sette anni. Da giovane possedeva un fucile calibro 22 e sparava a coyote e lepri. Iniziò a guidare molto presto e dovette imparare a cambiare da sola le gomme a terra. Sandra aveva una sorella e un fratello, entrambi più giovani rispettivamente di otto e dieci anni. Sua sorella Ann Day è stata membro della legislatura dell'Arizona dal 1990 al 2000. Suo fratello, H. Alan Day, fu un allevatore per tutta la vita; con lui Sandra scrisse Lazy B: Growing up on a Cattle Ranch in the American Southwest (2002), sulle loro esperienze d'infanzia nel ranch.
Per la maggior parte dei suoi primi anni di scuola, Day visse a El Paso con la nonna materna, e frequentò una scuola privata, la Radford School for Girls, poiché il ranch di famiglia era molto distante da qualsiasi scuola. Si diplomò sesta nella sua classe alla Austin High School di El Paso nel 1946. Quando aveva 16 anni, la Day si iscrisse alla Stanford University e si laureò magna cum laude in economia nel 1950. In seguito si laureò alla Stanford Law School in giurisprudenza nel 1952.  Lì, collaborò alla Stanford Law Review, il cui direttore era il futuro giudice capo della Corte Suprema William Rehnquist.  Day e Rehnquist uscivano anche insieme nel 1950, poi la relazione finì con la laurea di Rehnquist e il suo trasferimento a Washington; tuttavia, nel 1951, lui le propose il matrimonio in una lettera, ma la Day non accettò la proposta (che era una delle quattro che ricevette mentre era studentessa a Stanford).
Nel 1965 divenne assistente avvocato generale dell'Arizona. Eletta membro del Senato dello stato dell'Arizona dal 1969 al 1975 per i repubblicani, nello stesso anno fu nominata giudice di contea. Nel 1979 entrò nella corte d'appello. Fu nominata giudice della Corte Suprema il 19 agosto 1981 dal presidente Ronald Reagan e confermata in settembre dal Senato USA con 99 voti favorevoli e nessuno contrario. Il 1º luglio 2005 annunciò la sua intenzione di ritirarsi.  Nella sua lettera al presidente Bush, dichiarò che il suo ritiro dal servizio attivo sarebbe stato effettivo al momento della conferma del suo successore. Il suo ritiro divenne effettivo dal 2006. È morta a Phoenix il 1º dicembre 2023, all'età di 93 anni, a causa di uno stato avanzato di demenza e per una malattia respiratoria.